# (6843) Heremon
(6843) Heremon es un asteroide perteneciente al cinturón de asteroides, descubierto el 9 de octubre de 1975 por John Derral Mulholland desde el Observatorio McDonald, Texas, Estados Unidos.

## Designación y nombre
Designado provisionalmente como 1975 TC6. Nombrado en honor al séptimo hijo de Milesius, gobernante celta de Iberia. Heremón fue el primero de los antepasados gaélicos del descubridor que pisó Irlanda hace unos 25 siglos.

## Características orbitales
Heremon está situado a una distancia media del Sol de 2,440 ua, pudiendo alejarse hasta 2,879 ua y acercarse hasta 2,001 ua. Su excentricidad es 0,180 y la inclinación orbital 9,299 grados. Emplea 1392,02 días en completar una órbita alrededor del Sol.

## Características físicas
La magnitud absoluta de Heremon es 13,34. Tiene 5,225 km de diámetro y su albedo se estima en 0,330.